# Oopart

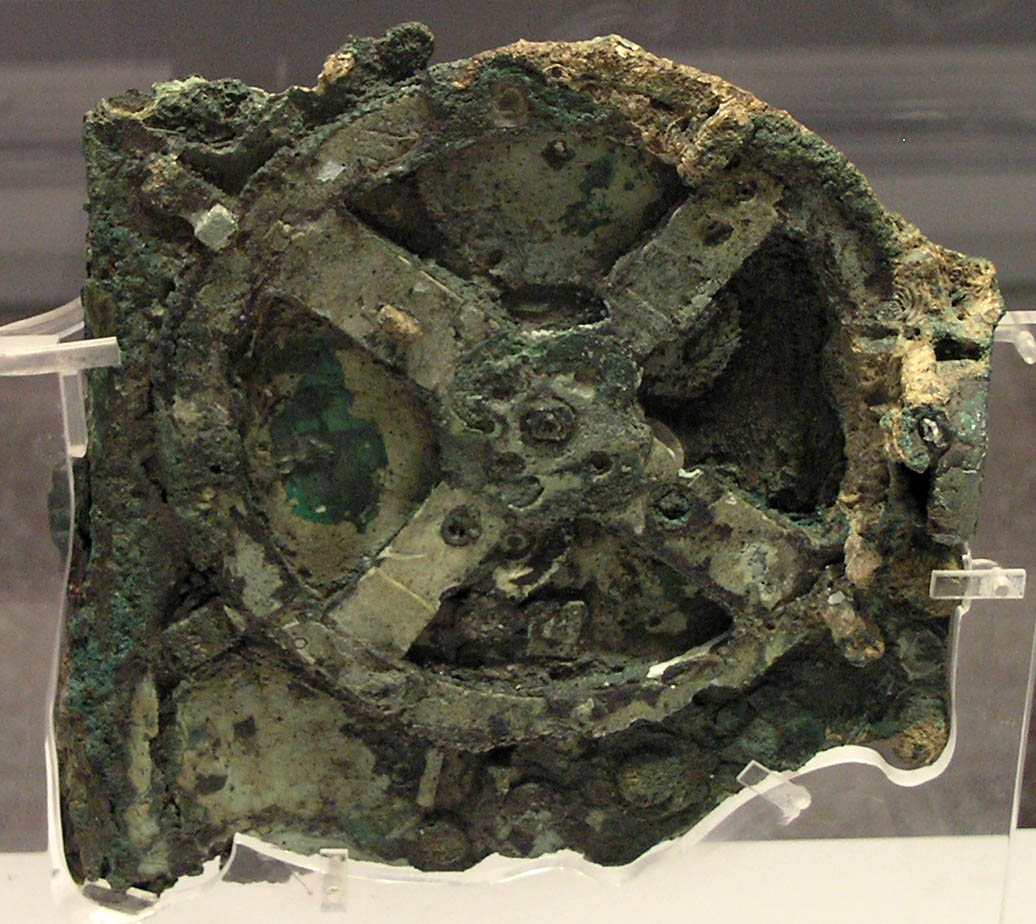
A máquina de Anticítera (fragmento principal)

OOPArt é um acrônimo em inglês para Out of Place Artifact (literalmente, 'artefato fora de lugar'). É uma terminologia criada pelo naturalista e criptozoologo norte-americano Ivan T. Sanderson para denominar um objeto de interesse histórico, arqueológico e/ou paleontológico que se encontra em um contexto não usual e aparentemente impossível o qual tende a desafiar a cronologia da história convencional.
Este termo é raramente usado pela maioria dos historiadores ou cientistas. Seu uso é limitado em grande parte para criptozoologos e defensores daTeoria dos Antigos Astronautas ou criacionistas da Terra Jovem e entusiastas do paranormal. O termo é usado para descrever uma grande variedade de objetos, a partir de anomalias estudadas pela ciência convencional pela pseudoarqueologia longe de ser convencional, mesmo para objetos que tenham sido comprovadamente engodos ou têm explicações naturais.
Os críticos argumentam que os OOPART's que não são enganos são o resultado de uma má interpretação, uma ilusão, ou uma crença equivocada de que uma determinada cultura não poderia ter criado um determinado artefato ou tecnologia, devido à falta de conhecimento ou de materiais para a época. Seguidores consideram os OOPARTSs como prova de que a ciência convencional está ignorando grandes áreas de conhecimento, seja voluntariamente ou por ignorância .
Muitos escritores e pesquisadores que questionam visões convencionais da história usaram os pressupostos OOPARTs na tentativa de reforçar seus argumentos. A ideia é que estas anomalias estão localizadas nos registros arqueológicos para desafiar os modelos científicos da evolução humana. Os OOPARTSs foram utilizados para apoiar as descrições religiosas da pré-história, as teorias dos astronautas antigos ou a existência de civilizações desaparecidas que possuíam o conhecimento e tecnologia mais avançada do que a nossa.

## Interpretações

### Científica
Também é certo que as características aparentemente extraordinárias de alguns destes objetos também não possuem uma interpretação plausível por parte da arqueologia, paleontologia ou outras áreas acadêmicas, alguns destes objetos foram catalogados como OOPART para logo depois saírem desta classificação, em geral a comunidade científica se mostra muito cética em relação ás interpretações que qualificam estes objetos como "Fora de Lugar". Um grande número delas foram refutadas como sendo produtos de fenômenos tais como palimpsesto, pareidolia, ou falsificação ou simplesmente como ignorância a respeito da cultura que as produziram.

### Marginal
O termo tem sido amplamente utilizado para refutar teorias como a teoría da evolução ou a estimativa científica da idade da Terra. Os OOPART’s também serviram aos aficionados da ufologia e de outras pseudociências como base para a teoria de que a humanidade foi criada e/ou alterada por civilizações extraterrestres muito mais avançadas e evoluídas que a nossa (Criacionismo alienígena), e que por seu ponto de vista alguns dos povos antigos possuíam, precisamente por este motivo, conhecimentos científicos em determinadas áreas pelo menos tão avançados como os atuais, assim como tecnologia insólita para seu tempo. Por outro lado, a consideração de um OOPART depende em grande parte dos conhecimentos que se teorizam de um período histórico, isto por si só é tão relativo como a veracidade das teorias dos que as utilizam como argumento.

## Validação

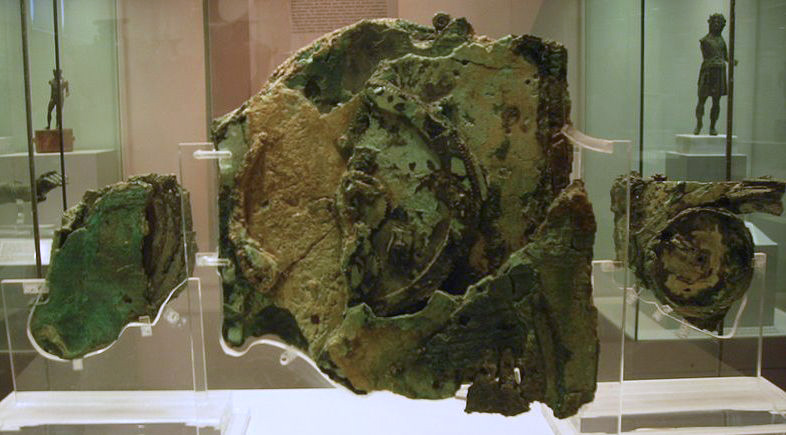
Modo Tecnológica

Em raros casos se comprova que alguns artefatos foram criados com tecnologia que não se acreditava que pudesse existir na cultura que as produziram. Uma peça que alterou a compreensão convencional da tecnologia antiga é a Máquina de Anticítera, um tipo de equipamento mecânico que foi validado como sendo um objeto real de aproximadamente 150-100 a.C. Antes dos exames de raios-X, seu aspecto parecido ao de um relógio (datação em torno de 1000 anos antes da invenção do relógio) foi citado como evidência de visitas extraterrestres por fontes não científicas.
Um exemplo parcialmente validado é a moeda do Maine, encontrado em Blue Hill, Maine, Estados Unidos. É uma moeda viquingue do século XI encontrada em um antigo assentamento nativo americano em Naskeag Point, Brooklin, Maine na baía de Penobscot por um residente local. Mais de 30 mil objetos em um período de 15 anos foram encontrados naquele local. O único artefato não nativo era esta moeda. alguns argumentam que isto demonstra que houve assentamentos viquingues na América e que a arqueologia desconhece. A principal corrente de pensamento é que o artefato foi trazido por conta do comércio nativo.

## Exemplos de OOPArts

### OOPART’s completamente fictícios
| Artefato     | Imagem | Descrição                                      | Cronologia           | Localização                                       | Interpretação |
| ------------ | ------ | ---------------------------------------------- | -------------------- | ------------------------------------------------- | --- |
| Discos Dropa | 150px  | Discos com inscrições supostamente alienígenas | Paleolítico Superior | Localizados na China na região de Bayam Har Shan. | Todas as provas para este caso são duvidosas, inclusive se duvida da existência dos descobridores. Isto parece ser parte de uma historia inventada por David Agamon em seu livro Sungods in Exile, e que o mesmo reconheceu posteriormente. |

### OOPART’s desacreditados
| Artefato                           | Imagem                                             | Descrição | Cronologia              | Localização                                           | Interpretação |
| ---------------------------------- | -------------------------------------------------- | --- | ----------------------- | ----------------------------------------------------- | --- |
| Figuras de Acámbaro                |                                                    | Figuras de argila cozida que representam dinossauros. | 6000 anos de idade      | Guanajuato, México, descobertas por Waldemar Julsrud. | Julsrud afirma que comprou dos moradores locais cada peça, portanto é plausível acreditar que eles próprios as fabricaram e as fizeram passar por autênticas relíquias.    |
| Pedras de Ica                      | 150px                                              | Pedras de andesito com gravuras que representam dinossauros, tecnologia moderna e supostos seres extraterrestres.                                                                                                   | Indeterminada           | Ica, Peru.                                            | Entre as provas apresentadas, se encontram microfotografias de pedras que mostram restos de pinturas atuais, assim como o uso de folhas de lixa.                           |
| Pedra rúnica de Kensington         | 150px                                              | Pedra com runas realizadas por colônias viquingues descendentes de Leif Eriksson na América pré-colombiana. | Século XV               | Solem, Minnesota, USA.                                | Atualmente considerado um engodo. |
| Relíquias de Michigan              |                                                    | Supostos objetos religiosos que provariam a existência de culturas de Oriente Médio, na América Pré-colombiana. Possivelmente descendentes das Tribos perdidas de Israel.                                           | Século I–XV             | Michigan, USA.                                        | Fraude. |
| Artefatos de Tucson                |                                                    | Objetos religiosos como cruzes, monumentos, espadas, restos de dinossauros e placas com inscrições em Hebreu e Latim em uma suposta cidade perdida chamada "Calalus".                                               | 790–900 D.C.            | Tucson, Arizona, USA.                                 | Atualmente considerado um embuste. |
| Pedras Sagradas de Newark          | 150px                                              | Objetos religiosos com inscrições em Hebreu (contando historias bíblicas) encontradas em um cemitério indígena pré-colombiano, o que sustentaria a existência de Tribos Perdidas de Israel no Continente Americano. | 100–500 D.C.            | Newark, Ohio, USA.                                    | Atualmente considerado um embuste. |
| Crânio de Calaveras                | 150px                                              | Crânio encontrado dentro de uma mina em um estrato do Terciário, que comprovaria a existência de seres humanos no continente americano milhões de anos antes do previsto.                                           | Plioceno                | Calaveras, Califórnia, USA.                           | O crânio foi tirado de um cemitério indígena próximo e posto em uma mina para fazer uma brincadeira com os mineiros.                                                       |
| Túneis de Baigong                  |                                                    | Covas com uma rede de túneis pré-históricos. Realizada Possivelmente por extraterrestres ou por alguma cultura muito avançada.                                                                                      | 150.000 anos de idade.  | Monte Baigong, Qinghai, China                         | Fósseis de raízes de árvores formados por Pedogênese ou Diagênese. |
| Antena de Eltanin                  | 150px                                              | Artefato em forma de Antena encontrado no fundo marinho. | Indeterminada           | Cabo de Hornos                                        | Se trata de uma Cladorhiza concrescens, uma espécie de Esponja marinha. |
| Esferas metálicas de Klerksdorp    | Bolas de pirita de origem supostamente artificial. | Periodo Pré-cambriano | Ottosdal, Africa do Sul | São rochas esféricas ferrosas                         | |
| Martelo de Kingoodie               |                                                    | Martelo incrustado em pedra. | Cretáceo                | Kingoodie Quarry, Escócia                             | Se questiona a ausência de oxidação , por tanto, a autenticidade de objeto.                                                                                                |
| Jarro de Dorchester                | 150px                                              | Jarro de Prata e Zinco. | 100.000 anos de idade   | Massachusetts                                         | Objeto desaparecido. |
| Artefato de Coso                   |                                                    | Plugue encontrado dentro de um pedaço de argila petrificada. | 700.000 anos de idade   | Olancha, Califórnia.                                  | Se trata de um simples plugue utilizado em trabalhos de mineração, que ao cair foi envolvido por argila.                                                                   |
| Homem de Malaquita                 |                                                    | Restos humanos encontrados em uma rocha do período Cretáceo | Cretáceo                | Moab, Utah USA.                                       | Cemitério indígena de cerca de 210 a 1450 anos de antiguidade. |
| Ferro de Wolfsegg                  | 150px                                              | Peça de Ferro em forma mais ou menos cúbica | Indeterminada           | Mina de Ferro na Áustria.                             | Provavelmente um meteorito ou uma peça usada em alguma máquina para a mineração, ao cair enterrou-se na mina, com o tempo se compactou e se fundiu com a matéria ao redor. |
| Hieróglifos egípcios do século III |                                                    | Hieróglifos egípcios encontrados a milhares de quilômetros do Egito. | Século III              | Irunha-Veleia, Espanha.                               | Falsificação. |
| Cranio Mitchell-Hedges             | 150px                                              | Representação de crânio humano talhado em quartzo. | 1400–1500 a. C.         | Lubaantún, Belize                                     | Um estudo recente demonstra que foi talhado com ferramentas metálicas rotativas e abrasivas modernas.                                                                      |

### Objetos antigos mal interpretados e classificados como OOPART’s
| Artefato                  | Imagem | Descrição | Cronologia            | Localização                                                         | Interpretação |
| ------------------------- | ------ | --- | --------------------- | ------------------------------------------------------------------- | --- |
| Monólitos de Baalbek      | 150px  | Monólitos de grande tamanho, supostamente difíceis de mover com a tecnologia da época, pelo que se acredita que provavelmente foram construídos por extraterrestres. | Idade do Bronze       | Baalbek, Líbano.                                                    | Foram descobertos novos métodos para transportar pedras de grande tamanho com tecnologia rudimentar.                                                                                    |
| Lâmpada de Dendera        | 150px  | Hieróglifos que supostamente representam bulbos de lâmpadas modernas.                                                                                                | século IV a. C.       | Dendera, Egito.                                                     | Pareidolia provocada por Hieróglifos que representam a uma serpente e uma flor de loto.                                                                                                 |
| Eiserner Mann             | 150px  | Pilar de Ferro com dimensões aproximadamente quadradas, de origem desconhecidas e não se sabe com certeza a finalidade do mesmo.                                     | Indeterminada         | Parque Nacional de Rhineland, Renânia do Norte-Vestfália, Alemanha. | Possivelmente foi usada como parte de um sistema de aquedutos medieval. Não existem narrativas deste objeto muito antes da Idade Média. Portanto não poderia ser considerado um Oopart. |
| Pilar de Ferro de Deli    | 150px  | Pilar de Ferro elaborado com um nível de pureza altíssimo (98%). Impossível de se fazer com a tecnologia da época.                                                   | 375–413 D.C.          | Complexo de Qutb, Índia.                                            | Demonstração de um grande nível de conhecimento e desempenho dos ferreiros hindus frente aos ferreiros europeus na Idade antiga.                                                        |
| Pássaro de Sacara         | 150px  | Suposto modelo de um avião moderno. | 200 a. C.             | Egito                                                               | Um brinquedo infantil ou uma cata-vento com forma de falcão. |
| Bateria de Bagdá          | 150px  | Jarros utilizados supostamente para gerar eletricidade. | 250 a. C. e 250 d. C. | Bagdá, (Iraque)                                                     | A ausência de rastros de algum eletrólito, o baixo potencial elétrico de sistema e a ausência de usos práticos para a eletricidade na época questionam o objeto como Oopart.            |
| Hieróglifo do helicóptero | 150px  | Nestes hieróglifos parece que há desenhados três veículos modernos, que parecem ser um helicóptero, um submarino e uma lancha.                                       | 200 a. C.             | Templo de Ábidos, Egito                                             | |

### OOPART’s indeterminados
| Artefato                       | Imagem | Descrição | Cronologia                             | Localização                 | Interpretação |
| ------------------------------ | ------ | --- | -------------------------------------- | --------------------------- | --- |
| Fonte Magna                    |        | Bacia de cerâmica com suposta escritura cuneiforme, suméria e semita. | -                                      | Bolívia                     | Em estudo. |
| Sarcófago de Pacal             | 150px  | Imagem talhada na tapa de um sarcófago de onde se mostra uma pessoa Maia, em algo que poderia interpretar-se com uma nave espacial ("um astronauta").                                                                               | Século VII                             | Ruínas de Palenque, México. | Descartado pela arqueologia. a Imagem ilustra a K'inich Janaab' Pakal e sua viagem ao "infra mundo", a postura das mãos é habitualmente encontrada em outras representações Maias da época, a nave são serpentes emplumadas entrelaçadas(animais fictícios muito habituais nas representações de varias culturas pré-colombianas, como o principal deus Maia, Quetzalcóatl); o fogo são las plumas das serpentes e o suposto motor é um monstro do infra mundo, como atestam outras inscrições maias da época. |
| Linhas de Nazca                | 150px  | Figuras elaboradas em grande escala com traços perfeitos sobre o deserto. Se pensa que são impossíveis de se realizar sem apoio aéreo, porem um grupo de escolares da região realizou linhas e figuras somente com o uso de cordas. | 400–600 D.C.                           | Deserto de Nazca, Peru.     | Descartado pela arqueologia. Se trata de caminhos rituais, muitos deles ligados com o curso de aguas subterrâneas. Vários destes geoglifos apresentam altares de adobe, com material cerâmico da cultura Nasca. O local da construção foi um lugar sacro que unia dois importantes pontos da sociedade Nasca, entre eles a cidadela sacra de Cahuachi. Também se aceita que no desenho estava implícito a ideia de culto aos deuses, que ao viver no céu poderiam vê-los das alturas.                          |
| Shakōkidogū                    | 150px  | Figuras de animais e humanoides que poderiam representar seres extraterrestres em seu traje espacial. | Período Jomon (14.000 A.C. – 400 A.C.) | Japão                       | Descartado pela arqueologia. Se trataria de representações de "demônios", quando uma pessoa ficasse doente se transferia este mal a estatua e depois se destruiria a mesma . |
| Esferas de pedra da Costa Rica | 150px  | Esferas de Pedra perfeitamente talhadas e polidas, se desconhece sua função e origem. | 200 A.C. – 1500 D.C.                   | Costa Rica                  | Em estudo. Provavelmente se trata de objetos ritualísticos. Foi usado como técnica de fabricação o piquete (mediante o uso de percursores de pedra) e o polimento se deu usando abrasivos como a areia. |
| Artefatos quimbaya             | 150px  | Figuras em ouro que representam supostos modelos de aeroplanos, alguns comparáveis com aviões modernos. | 1500 A.C. – 1000 D.C.                  | Colômbia                    | Descartado pela arqueologia. No Museu do Ouro de Bogotá estão classificadas como figuras "zoomorfas" de aves o insetos, já que são muito similares a insetos voadores que vivem nas proximidades. |

### OOPART’s parcialmente acreditados
| Artefato                        | Imagem | Descrição | Cronologia         | Localização               | Interpretação |
| ------------------------------- | ------ | --- | ------------------ | ------------------------- | --- |
| Moeda do Maine                  |        | Moeda escandinava do reinado de Olaf III da Noruega encontrada em uma escavação arqueológica pré-colombiana. | 1065–1080 D.C.     | Naskeag Point, Maine, USA | A datação da moeda é real. O Museu Estatal de Maine e o Smitsonian o aceitam como um objeto nórdico pré-colombiano e deixa aberta a possibilidade de uma exploração viking na América pré-colombiana continental. Porém a Americam Numismatic Society e alguns outros investigadores o consideram um embuste. |
| Cabeça de Tecaxic-Calixtlahuaca |        | Cabeça de terracota de origem romana encontrada em uma tumba pré-colombiana.                                 | Século II–III D.C. | Calixtlahuaca, México     | Há teorias que vão desde fraude até a evidencia de Contatos transoceânicos pré-colombianos. Nenhuma foi ainda confirmada. |

### OOPART’s majoritariamente acreditados
| Artefato                | Imagem | Descrição                                                                   | Cronologia              | Localização                 | Interpretação |
| ----------------------- | ------ | --------------------------------------------------------------------------- | ----------------------- | --------------------------- | --- |
| Mecanismo de Anticítera | 150px  | Calculadora mecânica de posição do Sol e da Lua descoberta na Grécia Antiga | 87 A.C. Aproximadamente | Ilha de Anticítera, Grécia. | Considerado por muitos o primeiro mecanismo de engrenagens conhecido.                                                     |
| Mapa de Piri Reis       | 150px  | Mapa de origem otomano de onde se representa o continente americano.        | 1513                    | Istambul, Turquia.          | Em estudo. O mapa mostra regiões que só foram descobertas usando tecnologia moderna em particular na região da Antártida. |

## References
1. ↑  Por exemplo, o conhecido como máquina de Anticítera, cuja tecnologia se considerou durante muito tempo incongruente com a datação arqueológica realizada no mesmo, condição retificada posteriormente.
2. ↑  Um exemplo comummente citado (a partir do trabalho de Erich von Däniken) seria o (suposto) elevadíssimo nível tecnológico necessário para a construção  de dos monumentos de Antigo Egito
3. ↑  «Mecanismo de Anticítera». Consultado em 24 de agosto de 2011
4. ↑  «Bye, Columbus». Time. 11 de dezembro de 1978
5. ↑  The Michigan Relics Revisited, Maxwell Institute Web Team, Brigham Young University
6. ↑  "Digging Up Controversy: A Michigan Historical Museum Exhibit Arquivado em 17 de outubro de  2010, no Wayback Machine., Michigan Department of Natural Resources
7. ↑  Las tuberías de Baigong, a Mentira está ali afora
8. ↑  The Baigong Pipes, SKEPTOID
9. ↑  Kubam, G (1995). «On the Heels of Dinosaurs». TalkOrigins.org. Consultado em 25 de maio de 2009
10. ↑  Walsh, Jane MacLaren (27 de maio de 2010). «The Skull of Doom:Under the Microscope». Archaeology Magazine. Archaeological Institute of America. Consultado em 17 de fevereiro de 2013
11. ↑  Zona Oopart: o “Eiserne Mann” Arquivado em 1 de abril de  2009, no Wayback Machine., a gram Época.
12. ↑   Los Estranhos Cilindros de Bagdá:¿Pilas eléctricas o cocteleras?